# پیز دوان
پیز دوان (به لاتین: Piz Duan) یک کوه در سوئیس است که در کانتون گراوبوندن واقع شده‌است. پیز دوان ۳٬۱۳۱ متر بالاتر از سطح دریا واقع شده‌است.